# كليبر سانتانا
كليبر سانتانا لوريريو (بالبرتغالية: Cléber Santana‏) أو كليبر سانتانا (27 يونيو 1981 - 29 نوفمبر 2016) لاعب خط وسط هجومي برازيلي سابق. كان أحد ضحايا كارثة رحلة خطوط لاميا الجوية 2933.

## روابط خارجية
- كليبر سانتانا على موقع رابطة كرة القدم اليابانية للمحترفين (اليابانية)
- كليبر سانتانا على موقع قاعدة بيانات كرة القدم.إي يو (الإنجليزية)
- كليبر سانتانا على موقع ليكيب (الفرنسية)
- كليبر سانتانا على موقع Soccerway.com (الإنجليزية)
- كليبر سانتانا على موقع عالم كرة القدم.نت (الإنجليزية)